# Phocas Nikwigize
Phocas Nikwigize (* 23. August 1919 in Muhango, Ruanda; † wahrscheinlich 30. November 1996 in Goma) war Bischof von Ruhengeri in Ruanda.

## Leben
Phocas Nikwigize wurde am 25. Juli 1948 zum Priester geweiht. Er wurde am 5. September 1968 zum Bischof von Ruhengeri. Der Apostolische Nuntius in Ruanda und Pro-Nuntius in Uganda Amelio Poggi weihte ihn am 30. November desselben Jahres zum Bischof; Mitkonsekratoren waren André Perraudin MAfr, Erzbischof in Kabgayi und Joseph Sibomana, Bischof von Ruhengeri. Am 5. Januar 1996 nahm Papst Johannes Paul II. seinen altersbedingten Rücktritt an.
Wahrscheinlich wurde er am 30. November 1996 von der Ruandischen Patriotischen Armee (RPA) verschleppt und getötet.